# Удата за мафију
Удата за мафију (енгл. „Married to the Mob“) је америчка комедија из 1988. редитеља Џонатана Демија са Мишел Фајфер у улози удовице мафијашког боса. Ово је једна од њених првих главних улога, за коју је, уједно, номинована за Златни глобус за најбољу главну глумицу.

## Радња
ФБИ агент Мајк Дауни настоји да се инфилтрира у мафијашку породицу. За то добија добру прилику када шеф локалне криминалне групе Тони „Тигар“ Русо, у налету љубоморе, убије Френка ДеМарка, мужа лепе домаћице Анђеле, која ради за њега. После Франкове сахране, Тони почиње да се живо занима за новопечену удовицу. Развој романтичне везе између њих омета љубомора импулсивне супруге Тонија Руса, Кони. Анђела не жели да буде предмет Тонијевих нездравих тврдњи и потенцијална жртва необуздане Конијеве љубоморе, па поклања своју кућу, заједно са свим садржајима добротворне организације, и одлази. Она се настани у запуштеном стану у једном од заосталих квартова, надајући се да ће тиме избацити траг могућих прогонитеља и тако прекинути све везе са прошлошћу. Анђела се запошљава код фризера и покушава да започне нови живот. Једног дана упознаје Мајка Даунија, који наставља да је прати, у лифту, несвесни да је он обавештајац. У току слике, између Мајка Даунија и Анђеле јавља се узајамно романтично осећање. Након покушаја атентата на „Бургер Ворлд“, Тони пристаје да се састане са шефовима других мафијашких породица ради преговора. Анђела је у међувремену ухапшена, одведена у канцеларију ФБИ-ја и убеђена да сарађује. У Мајамију, где је заказан састанак вођа мафије, у хотелској соби за младенце, одвија се сцена Даунијевог разоткривања као агента ФБИ, након чега следи пуцњава између њега и присталица Тонија Русоа. Шеф мафије је ухапшен - чека га тужба и дуга затворска казна. Анђела и Мајк обнављају своју нарушену везу и одлучују да остану заједно.

## Улоге
| Глумац       | Улога                    |
| ------------ | ------------------------ |
| Мишел Фајфер | Анђела де Марко          |
| Метју Модин  | Мајкл „Мајк“ Дауни       |
| Дин Стоквел  | Ентони „Тони Тигар“ Русо |
| Мерседес Рул | Кони Русо                |
| Алек Болдвин | Френк де Марко           |
| Џоун Кјузак  | Роуз                     |
| Оливер Плат  | Едвард Бенитез           |
| Ненси Травис | Карен                    |